# Tintaszív (film)
A Tintaszív (eredeti cím: Inkheart) 2008-ban bemutatott amerikai–német–angol koprodukcióban készült fantasyfilm, melyet a 2008. december 11-i hétvégén mutattak be Németországban és az Egyesült Királyságban. Az észak-amerikai premier 2009. január 23-án volt, míg Magyarországon 2009. március 19-től volt látható.
A filmet Cornelia Funke német írónő azonos című (németül: Tintenherz) regénye alapján Iain Softley rendezte. A könyv magyarul korábban Bűvölet címmel is megjelent. A film főszereplője Brendan Fraser, az írónő kifejezetten rá írta Mortimer Folchart szerepét, amikor a film alapjául szolgáló regényén dolgozott.
A film eredetileg 2008 első felében került volna a mozikba, ám a New Line Cinema a forgatókönyvírók sztrájkja miatt elhalasztotta a bemutatót.

## Cselekmény
Mortimer „Mo” Folchart könyvkötő és 12 éves lánya, Meggie közös szenvedélye az irodalom. Egyedülálló tehetségük van ahhoz is, hogy a könyvek szereplőit hangos olvasással életre keltsék. De ennek van egy nagy veszélye: minden egyes könyvszereplő helyett, akit életre keltenek, egy valós személy eltűnik a lapok között.
Mortimer egy alkalommal, amikor csecsemő kislányának, Meggie-nek mesét olvasott, véletlenül életre keltette a gonosz Kaprikornuszt, Meggie édesanyját pedig „beleolvasta” a könyvbe.
Egyik látogatásakor egy használt könyvesboltban Mo olyan hangokat hall, amelyeket már régóta nem hallott, és amikor megtalálja a könyvet, amelyből származnak, végigfut a hátán a hideg. Ez a Tintaszív, egy középkori várak és különös lények illusztrációival borított könyv. Egy könyv, amelyet Meggie hároméves kora óta keres, amikor Resa, az édesanyja eltűnt abban a misztikus világban. Mo tervét, hogy a könyv segítségével megtalálja és megmentse Resát, azonban beárnyékolja, hogy Kaprikornusz, a Tintaszív világ gonosz gonosztevője elrabolja Meggie-t, és azt követeli, hogy Mo keltsen életre más kitalált karaktereket.
Mo elszánt, hogy megmenti a lányát, és visszaküldi a kitalált szereplőket oda, ahová tartoznak, ezért összeállít egy páratlan csapatnyi valódi és képzeletbeli szövetségest, és elindul egy veszélyes útra, hogy helyrehozza a dolgokat.

## Szereplők
| Színész               | Szerep                              | Magyar hang      |
| --------------------- | ----------------------------------- | ---------------- |
| Brendan Fraser        | Mortimer Folchart                   | Viczián Ottó     |
| Eliza Bennett         | Meggie Folchart, Mortimer lánya     | Lamboni Anna     |
| Paul Bettany          | Porkéz                              | Zámbori Soma     |
| Andy Serkis           | Kaprikornusz                        | Berzsenyi Zoltán |
| Jim Broadbent         | Fenoglio                            | Fülöp Zsigmond   |
| Helen Mirren          | Elinor Loredan                      | Bánsági Ildikó   |
| Rafi Gavron           | Farid                               | Kovács Lehel     |
| Sienna Guillory       | Theresa Folchart, Mortimer felesége |                  |
| Lesley Sharp          | Mortola                             | Illyés Mari      |
| Matt King             | Kappanka                            | Czvetkó Sándor   |
| Jamie Foreman         | Basta                               | Tarján Péter     |
| Marnix Van Den Broeke | Az Árny                             |                  |
| Steve Speirs          | Laposképű                           | Bácskai János    |
| Jessie Cave           | Nymph                               |                  |
| Roxanne               | Jennifer Connelly                   | Pupos Tímea      |
| Narrátor              | Roger Allam                         | Vass Gábor       |

## Fordítás
- Ez a szócikk részben vagy egészben  a   Corazón de tinta (película) című spanyol Wikipédia-szócikk fordításán alapul.  Az eredeti cikk szerkesztőit annak laptörténete sorolja fel. Ez a jelzés csupán a megfogalmazás eredetét és a szerzői jogokat jelzi, nem szolgál a cikkben szereplő információk forrásmegjelöléseként.